# Воронін Олександр Никифорович
Воронін Олександр Никифорович (23 травня 1951 — 26 вересня 1992) — російський важкоатлет.
Олімпійський чемпіон 1976 року в категорії до 52 кг.